# Han Guang Wudi
Han Guang Wudi (光武帝) (15 janvier 5 av. J.-C. - 29 mars 57) est un empereur chinois de la dynastie Han de 25 à 57. Son nom personnel est Liu Xiu (劉秀).
Fondateur restaurateur de la dynastie Han en l'an 25. Premier des Han orientaux, il transfère la capitale à Luoyang, à 335 kilomètres à l'ouest de Chang'an, l'ancienne capitale.
Liu Xiu était l'un des nombreux descendants de la famille Han impériale. À la suite de l'usurpation du trône Han par Wang Mang et la guerre civile qui a suivi, il s'est imposé comme l'un des prétendant du trône impérial. Après le chute de la brève dynastie Xin et une dizaine d'années de luttes, il réussit à imposer son pouvoir contre les grands féodaux et les autres descendants réels ou prétendus des Hans Occidentaux. Il met en place des réformes destinées à corriger les vices qui avaient causé la perte de ses prédécesseurs, sans toutefois réussir à éliminer le plus grave d'entre eux, le système fiscal faisant reposer l’essentiel du poids de l'impôt sur les paysans libres.